# Phare de Slettnes
Le phare de Slettnes (en norvégien : Slettnes fyr) est un  phare côtier situé sur la péninsule de Nordkinn, dans la commune de Gamvik, dans le comté de Finnmark (Norvège).
Il est géré par l'administration côtière norvégienne (en norvégien : Kystverket). Il est classé patrimoine culturel par le Riksantikvaren depuis 1998.

## Histoire
Ce phare a été construit de 1903 à 1905 sur le cap de Nordkinn en mer de Barents. Il est considéré comme le plus à l'est des trois phares de la région de Nordkapp et le plus au nord de la partie continentale de Scandinavie, en dehors du phare de Fruholmen sur l'île d'Ingøya à environ 0,5 km plus au nord. En 1922 le phare a obtenu une corne de brume avec une sirène d'une portée de 6 milles marins (11 km), qui émettait un signal toutes les trente secondes, en temps de brouillard et de mauvaise visibilité. La corne de brume a été utilisée jusqu'en 1985.
Le phare a été lourdement endommagé pendant la Seconde Guerre mondiale par les troupes allemandes, mais il a été minutieusement restauré après la guerre. La station a été restaurée sur une conception des architectes Blakstad et Munthe-Kaas et elle a été achevée en 1948. La station est la propriété du Kystverket et est gérée par la municipalité de Gamvik en tant que centre touristique. Le phare a été automatisé en 2005.
La lumière brûle du 12 août au 24 avril de chaque année. Il ne brûle pas pendant l'été en raison du soleil de minuit .

## Description
Le phare  est une tour conique effilée en fonte de 39 mètres de haut, avec une galerie et une lanterne à proximité d'une maison de gardiens et d'autres bâtiments techniques. Le phare est peint en rouge avec deux bandes blanches et sa lanterne est rouge. Il émet, à une hauteur focale de 39 mètres, un long éclat blanc toutes les 20 secondes. Sa portée nominale est de 17,6 milles nautiques (environ 33 km).
Identifiant : ARLHS : NOR-215 ; NF-9565 - Amirauté : L4126 - NGA : 14444 .

## Caractéristique dufeu maritime
Fréquence : 20 secondes (W)
- Lumière : 2.5 secondes
- Obscurité : 17.5 secondes
- Lumière : 1 seconde
- Obscurité : 20.5 secondes
- Lumière : 3 secondes
- Obscurité : 14 secondes

|             |
| La lentille |

|            |
| la station |

### Lien connexe
- Liste des phares de Norvège